# Farfengo (Borgo San Giacomo)
Farfengo è una frazione del comune italiano di Borgo San Giacomo. Si trova 2 km a nord-est del capoluogo. Costituì un comune autonomo fino al 1927.

## Origini del nome
Il nome del paese ha origine dalla contrazione di Fartefingo, antico nome risalente almeno al X secolo e a sua volta derivato da Varten-ing, che in lingua longobarda significava "posto di guardia".

## Storia
Le origini del borgo sono ignote, ma il toponimo ne attesta la presenza almeno dal X secolo. 
Durante l'età feudale fu presente un castello al centro dell'abitato, circondato da un fossato che venne riempito verso la fine degli anni '50 del XX secolo. Poco distante dal castello c'era inoltre un mulino.
Nel 1330 alcune proprietà nel territorio furono acquisite dal conte Pietro Martinengo, e nello stesso secolo altri possedimenti vennero acquistati da Bettoncello Fè, proveniente da Azzanello e capostipite della famiglia Fè (poi Fè d'Ostiani).
Nel 1427 gli abitanti giurarono fedeltà alla Repubblica di Venezia, ma nel 1451 si rivoltarono contro la Serenissima su istigazione del duca di Milano, consegnandosi a Francesco Sforza nel 1453.

## Società
Abitanti censiti